# Peru Nolaskoain
Peru Nolaskoain Esnal (* 25. Oktober 1998 in Zumaia) ist ein spanischer Fußballspieler, der aktuell bei SD Eibar unter Vertrag steht.

## Karriere

### Verein
Nolaskoain kam 2015 vom Antiguoko KE in die Jugend von Athletic Bilbao. Im August 2016 debütierte er für die B-Mannschaft von Bilbao in der Segunda División B, als er am ersten Spieltag der Saison 2016/17 gegen die UD Socuéllamos in der Startelf stand. In jenem Spiel, das Bilbao B 3:0 gewann, erzielte er auch seinen ersten Treffer in der dritthöchsten Spielklasse. In jener Saison absolvierte er 22 Spiele in der Segunda División B, in denen er einen Treffer erzielte.
Im März 2018 stand er gegen Olympique Marseille erstmals im Kader der ersten Mannschaft von Bilbao. Sein Debüt in der Primera División gab er im August 2018, als er am ersten Spieltag der Saison 2018/19 gegen den CD Leganés in der Startelf stand. In jenem Spiel, das Bilbao mit 2:1 gewann, erzielte Nolaskoain den Treffer zum zwischenzeitlichen 1:0. Von 2019 bis 2020 war er an Deportivo La Coruña verliehen. Im Januar 2022 wurde er bis Ende der Saison an den Zweitligisten SD Amorebieta ausgeliehen. Für die Saison 2022/23 folgte die Leihe zu SD Eibar. In der Saison 2023/24 stand er wieder im Kader von Athletic Bilbao. Nachdem er dort kaum zum Einsatz gekommen war, verließ er den Verein im Januar 2024 und wechselte stattdessen fest zu SD Eibar in die zweite Liga.

### Nationalmannschaft
2017 spielte Nolaskoain erstmals für die spanische U19-Auswahl.